# Преображенский, Сергей Андреевич
Серге́й Андре́евич Преображе́нский (30 августа 1923, д. Малые Алабухи, Воронежская губерния, РСФСР, СССР — 23 марта 1988, Москва) — советский спортсмен, участник соревнований по вольной борьбе, самбо, гребле на байдарках и каноэ, велосипедному спорту, мастер спорта СССР (1950), Заслуженный тренер СССР (1957).
Выпускник Ленинградского химико-технологического института.

## Биография
Участник Великой Отечественной войны. Воевал на Ленинградском и Прибалтийском фронтах радистом.
Призёр чемпионатов СССР по вольной борьбе и самбо, чемпион СССР по гребле на байдарке-двойке. Старший тренер и начальник команды ЦСКА по вольной борьбе. Тренер сборной СССР на Олимпийских играх 1952, 1964, 1968, 1972, 1976 годов. Судья всесоюзной категории (1965).
Автор книг «Вольная борьба», «Борьба — занятие мужское», «В жарких схватках: Борьба на Олимпиадах» (1979). Соавтор учебника для техникумов и институтов физкультуры «Спортивная борьба» (1978). Выпустил несколько книг, посвящённых спортивной борьбе и национальным видам спорта народов СССР. В соавторстве с Александром Иваницким издал альбом «Удаль молодецкая».
Урна с прахом захоронена в колумбарии на Ваганьковском кладбище.

## Спортивные результаты

### Вольная борьба
- Чемпионат СССР по вольной борьбе 1948 года — ;
- Чемпионат СССР по вольной борьбе 1949 года — ;
- Чемпионат СССР по вольной борьбе 1950 года — ;
- Чемпионат СССР по вольной борьбе 1952 года — ;
- Вольная борьба на летней Спартакиаде народов СССР 1956 года — ;

### Самбо
- Чемпионат СССР по самбо 1947 года — ;
- Чемпионат СССР по самбо 1952 года — ;

### Гребля на байдарках
- Чемпион СССР 1947 года в гребле на байдарках-двойках в паре с Ф. Кузнецовым.

## Известные воспитанники
- Аласханов, Зайнди Зайналбекович;
- Албул, Анатолий Михайлович;
- Бестаев, Алимбег Борисович;
- Гуревич, Борис Максович;
- Джгамадзе, Роберт Георгиевич;
- Дмитриев, Гавриил Михайлович;
- Дмитриев, Роман Михайлович;
- Иваницкий, Александр Владимирович;
- Сободырев, Владимир Александрович;
- Страхов, Геннадий Николаевич;

## Семья
- Преображенская, Галина Сергеевна (1950) — дочь, Заслуженная артистка России, Заслуженный деятель искусств Российской Федерации, музыковед, концертмейстер[2];
- Соловьёв, Василий Анатольевич (1975) — внук, телеведущий, спортивный комментатор, актёр, кинопродюсер;

## Память
В ЦСКА проводится юношеский турнир по вольной борьбе на призы Сергея Преображенского.